# Шевченко Михайло Іванович
Михайло Іванович Шевченко (26 березня 1923, Олексіївка, Маловисківський район, Зинов'євська округа, Одеська губернія, Українська СРР, СРСР — 20 травня 1993, Київ, УРСР, СРСР) — український співак, ліричний баритон, Народний артист УРСР (1968).

## Біографія
Народився 26 березня 1923 року в селі Олексіївці (нині Маловисківського району Кіровоградської області). Музичну освіту здобув у 1956 році, у Київській консерваторії, де викладав в 1974—1979 роках.

Могила Михайла Шевченка

З 1955 року — соліст Київської опери.
Деякі партії:
- Іван («Катерина» М. Аркаса);
- Назар («Назар Стодоля» К. Данькевича);
- Шевченко («Тарас Шевченко» Г. Майбороди);
- Щорс (відома також під назвою «Полководець») Б. Лятошинського).

Жив в Києві. Помер 20 травня 1993 року. Похований на Байковому кладовищі (ділянка № 49а, 50°25′1.50″ пн. ш. 30°30′5.14″ сх. д. / 50.4170833° пн. ш. 30.5014278° сх. д.).